# Paul Gilbert (philosophe)
Pour les articles homonymes, voir Paul Gilbert et Gilbert.
 (mai 2023).
Si vous disposez d'ouvrages ou d'articles de référence ou si vous connaissez des sites web de qualité traitant du thème abordé ici, merci de compléter l'article en donnant les références utiles à sa vérifiabilité et en les liant à la section « Notes et références ».
Paul Gilbert (né le 23 mars 1945 à Charleroi) est un jésuite belge et professeur d'université spécialiste de la philosophie.

## Biographie
Ordonné prêtre en 1976, il est diplômé de l'Université pontificale grégorienne en théologie dogmatique (1979) et docteur en philosophie de l'Université de Louvain (1983). Il a été professeur de philosophie à l'Université pontificale grégorienne ainsi qu'à l'Institut catholique de Paris.
Ses principaux centres d'intérêt principaux sont la nature éthique de la métaphysique, la rationalisation de la philosophie dans le monde francophone et la philosophie transcendantale.

## Publications
- Dire l'ineffable. Lecture du Monologion de S. Anselme . Paris, Lethielleux, 1984,  (ISBN 2-249-61131-9)[1] .
- Le Proslogion de Saint Anselme. Silence de Dieu et joie de l'homme; Rome, Editrice Pontificia Università Gregoriana, 1990,  (ISBN 88-7652-630-7)[2].
- La simplicité du principe. Prolégomènes à la métaphysique, Namur, Culture et vérité, 1994,  (ISBN 2-87299-040-2).
- Violence et compassion. Essai sur l'authenticité d'être, Paris, Cerf, 2009,  (ISBN 978-2-204-08862-6).
- Jésuites et philosophes : des origines à nos jours, Namur, Lessius, 2020  (ISBN 978-2-87299-382-6).
- Tournants et tourments en métaphysique, Paris, Hermann, 2020  (ISBN 979-1-03700-312-6).